# Belarmino Ricardo de Siqueira
Belarmino Ricardo de Siqueira, primeiro e único barão com grandeza de São Gonçalo, (Saquarema, 1791 – Niterói, 9 de setembro de 1873) foi um proprietário rural, político, militar e empresário brasileiro.
Filho do coronel Carlos José de Siqueira Quintanilha e Maria Antônia do Amaral, nasceu na localidade chamada Madressilva. Foi proprietário das grandes fazendas de Engenho Novo do Retiro, Cabuçu e Jacaré, todas no município fluminense de São Gonçalo, além de imóveis espalhados nas cidades do Rio de Janeiro, Niterói e São Gonçalo.
Foi oficial da Guarda Nacional de 1826 a 1842, tendo sido comandante superior da Legião de Magé e Niterói. Benemérito, foi provedor do Asilo Santa Leopoldina de Niterói e também membro do conselho fiscal do Instituto Fluminense de Agricultura. Fundou e presidiu o Banco Rural e Hipotecário e foi proprietário de uma companhia fluminense de transportes.
Recebeu diversas vezes a visita do imperador D. Pedro II em suas fazendas, e foi por este agraciado com os títulos de Fidalgo Cavaleiro da Casa Imperial, oficial e comendador da Imperial Ordem da Rosa (1855), além de ter sido elevado a barão de São Gonçalo, por decreto imperial de 19 de março de 1849, e recebido grandeza em 1854.
Faleceu solteiro, em sua propriedade no bairro niteroiense do Cubango. Foi um dos primeiros brasileiros a ter o corpo embalsamado pelo célebre médico Fernando Francisco da Costa Ferraz. Suas vísceras, por desejo manifestado em testamento, foram sepultadas no Cemitério de Pachecos, na cidade de São Gonçalo, e o corpo depositado em uma rica capela na entrada do Cemitério da Ordem Terceira do Carmo, no bairro do Caju, na cidade do Rio de Janeiro.
Extrato de Seu Testamento
Naquele documento, assim afirma o barão, quanto ao seu estado civil: "sou solteiro e neste estado tenho sempre me conservando sem ter filhos e por isto não tenho descendentes que por direito possam herdar meus bens e passo a dispor deles…"
Eram seus irmãos: Ana Isabel Sodré e Souza, inventariante: Maria Feliciana Tibre, casada com Antônio Joaquim da Silva Tibre; Mariana Teodora de Abreu e Souza, casada com Baltasar Jácome de Abreu e Souza; Carlos José de Siqueira Quintanilha; Carlota Joaquina de Sá Carvalho, casada com José de Sá Carvalho e Balbina Benedita Quintanilha.